# Nelsoninus maoricus
Nelsoninus maoricus är en spindeldjursart som beskrevs av Beier 1967. Nelsoninus maoricus ingår i släktet Nelsoninus och familjen Garypinidae. Inga underarter finns listade i Catalogue of Life.